# Multiplexión estadística

Diagrama del funcionamiento de la multiplexión estadística

La multiplexión estadística (TDM asíncrona o TDM estadística) es una técnica más avanzada que la multiplexación por división en el tiempo (TDM, Time-Division Multiplexing). En lugar de preasignar las ranuras temporales a un número fijo de comunicaciones, detecta las comunicaciones activas y reparte el canal entre todas ellas. De esta forma se evita que una comunicación inactiva malgaste ancho de banda. Este tipo de multiplexación se utiliza en líneas frame relay.
- Datos: Q5978010